# ۿ
Heh petit v suscrit inversé (ۿ) est une lettre additionnelle de l’alphabet arabe utilisée dans l’écriture du parkari.

## Utilisation
Dans l’écriture du parkari avec l’alphabet arabe, ‹ ۿ⁠ › représente une consonne fricative glottale sourde [h], la lettre ‹ ه › représentant une consonne fricative glottale voisée [ɦ] et la lettre ‹ ھ › étant utilisée dans certains digramme de consonnes aspirées.